# Adipura Kencana
Adipura Kencana is een bestuurslaag in het regentschap Muaro Jambi van de provincie Jambi, Indonesië. Adipura Kencana telt 1267 inwoners (volkstelling 2010).